# Al-Baljana
Al-Baljana (arab. البلينا) – miasto w Egipcie, w muhafazie Sauhadż. W 2006 roku liczyło 46 997 mieszkańców.